# Trichotropis borealis
Trichotropis borealis är en snäckart som beskrevs av William John Broderip och G. B. Sowerby I 1829. Trichotropis borealis ingår i släktet Trichotropis och familjen toppmössor. Det är osäkert om arten förekommer i Sverige. Inga underarter finns listade i Catalogue of Life.